# Île de Mouro
L'Île de Mouro (ancien nom : Île de Mogro ou Rocher (Peña) de Mogru) est une petite île inhabitée du Golfe de Gascogne, située au large de la presqu'île de la Magdalena. Elle se trouve à proximité de l'entrée de la baie de Santander, près de la ville de Santander, dans la communauté autonome de Cantabrie, le long de la côte nord de l'Espagne. L'île fait environ 2 hectares (0,02 km2) et se trouve à moins de 500 m du port.
La seule structure de l'île est un phare du XIXe siècle. Jusqu'en 1921, il a été habité par deux gardiens. Il est maintenant automatisé. L'île est un important habitat pour les oiseaux de mer et est devenue, depuis 2014, une zone de protection spéciale.